# Władysław Zawistowski (krytyk)
Władysław Zawistowski (ur. 21 czerwca 1897 w Warszawie, zm. 30 grudnia 1944 w Neuengamme) – polski krytyk teatralny i teatrolog. Współpracownik Leona Schillera. Krzewiciel pojęcia teatrologii.

## Życiorys
Ukończył studia polonistyczne na Uniwersytecie Warszawskim. Doktoryzował się w roku 1920. Był związany z grupą „Skamandra”. W roku 1921 współtworzył eksperymentalny Teatr Elsynor. W latach 1924–1926 redaktor naczelny „Sceny Polskiej”. O teatrze pisywał w prasie literackiej i w dziennikach m.in. w „Kurierze Polskim” (1920–1926), „Epoce” (1927–1928), „Tygodniku Ilustrowanym” (1922–1928), „Pionie” (1933–1934).
W styczniu 1921 w „Skamandrze” opublikował fantazję teatralną Amor felix, odczytaną przez Halinę Starską w teatrze Reduta Osterwy.

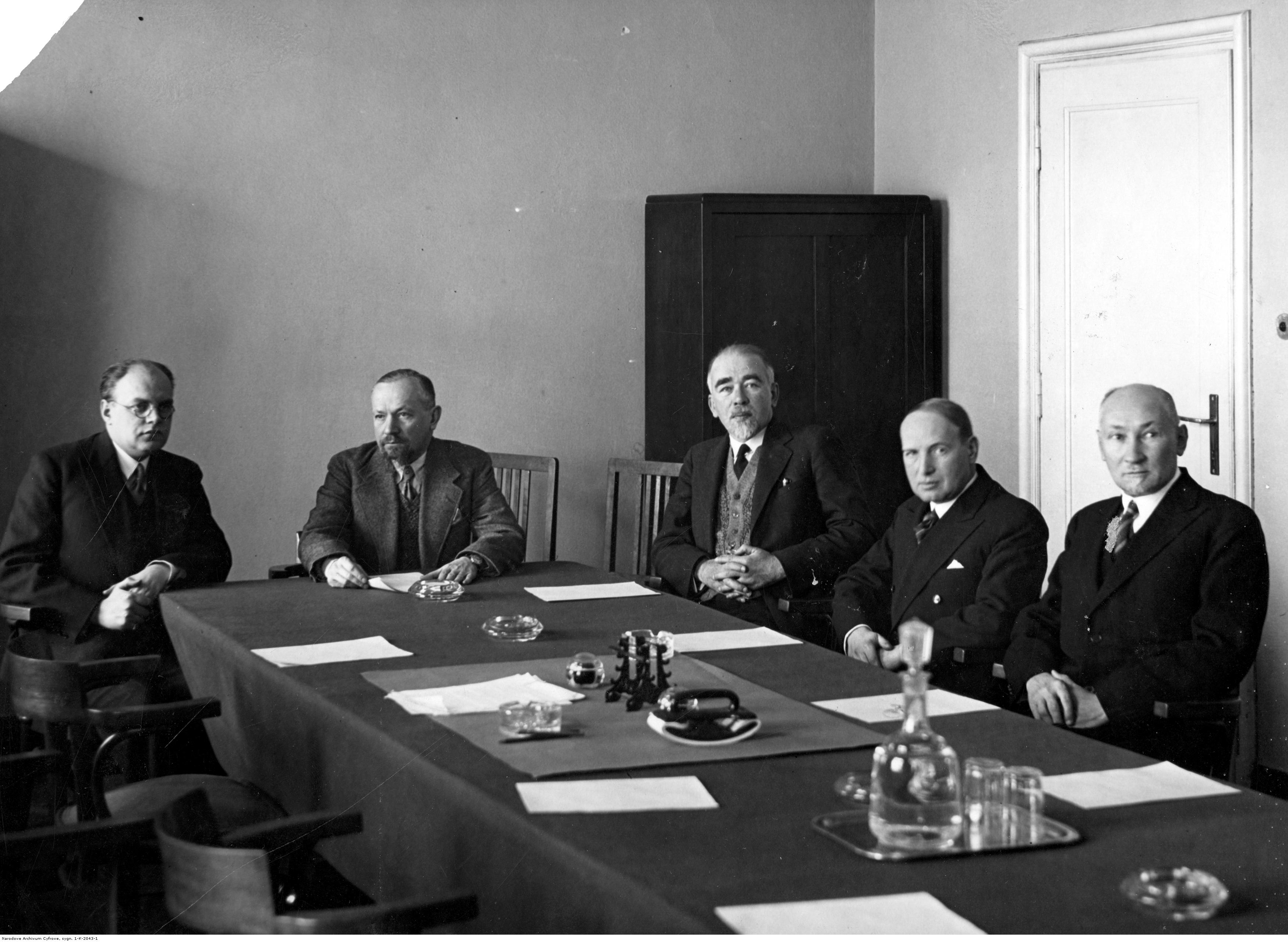
Członkowie jury Państwowej Nagrody Literackiej, 1935 – siedzą od lewej: Władysław Zawistowski, Leopold Staff, Józef Ujejski, Leon Pomirowski, Wincenty Rzymowski.

Od 1928 członek Rady Repertuarowej Miejskich Teatrów Dramatycznych w Warszawie, gdzie pełnił funkcję stałego kierownika literackiego. Stanowisko to piastował do roku 1930. Od 1932 naczelnik Wydziału Sztuki Ministerstwa Wyznań Religijnych i Oświecenia Publicznego. Był jednym z założycieli Towarzystwa Krzewienia Kultury Teatralnej, organizacji państwowej finansującej większość warszawskich teatrów. Działał też w PIST (Państwowym Instytucie Sztuki Teatralnej). W 1939 został mianowany dyrektorem połączonych teatrów warszawskich. Stanowiska tego z powodu wybuchu wojny już nie objął.

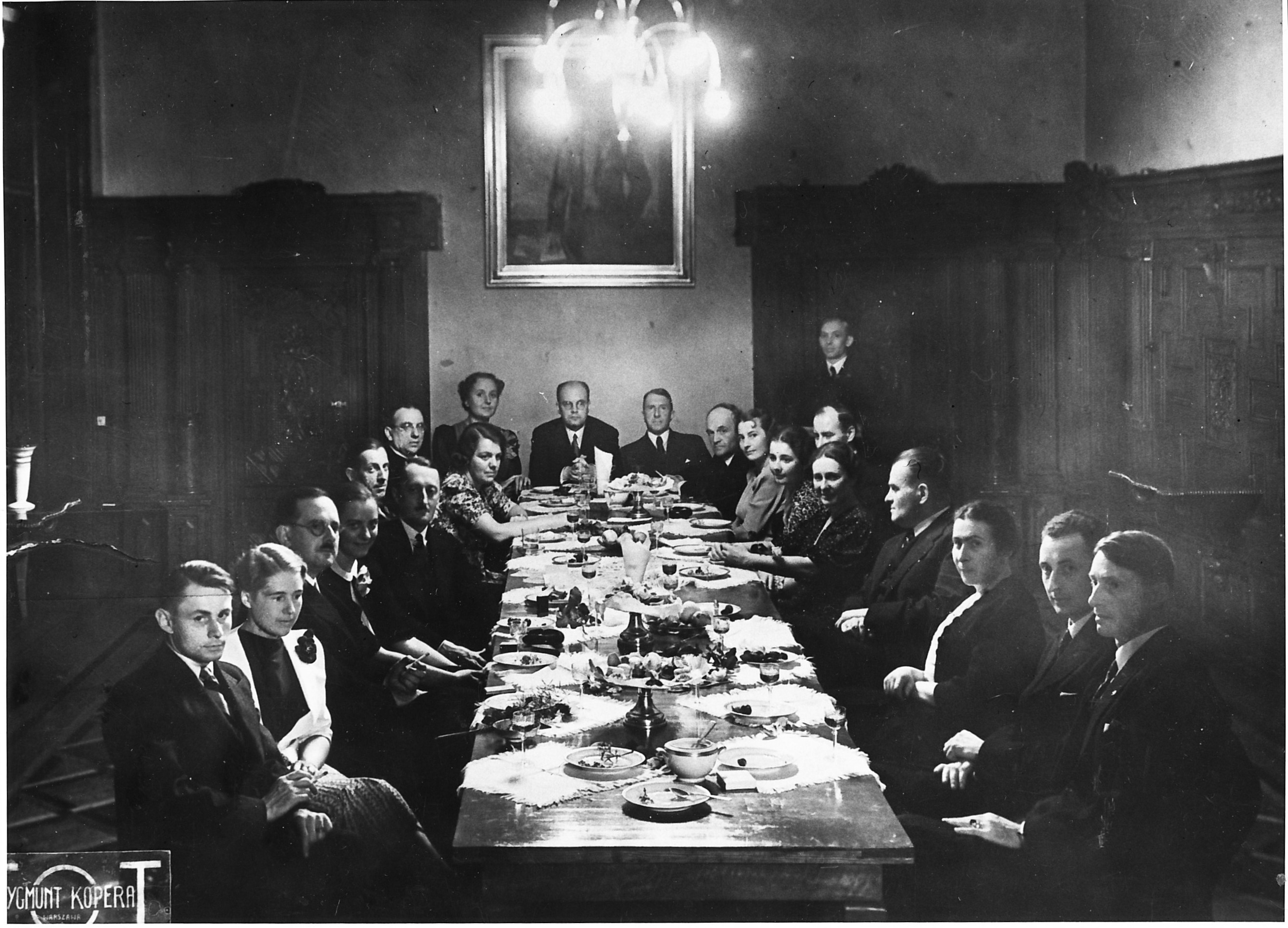
Władysław Zawistowski przewodniczy na zebraniu Wydziału Sztuki Ministerstwa W.R.i O.P., Warszawa, 1938 – w głębi na wprost (dziesiąty od lewej)

Działał w konspiracji w Wydziale Kultury i Sztuki Delegatury Rządu na Kraj. W marcu 1941 aresztowany przez niemieckie władze okupacyjne w związku ze sprawą zabójstwa Igo Syma. Wywieziony przez Niemców w czasie powstania warszawskiego, zginął w obozie koncentracyjnym Neuengamme k. Hamburga. Jego symboliczny grób znajduje się na cmentarzu Powązkowskim w Warszawie (kwatera 274-6-1,2).
Zbiór jego recenzji opublikowano w 1971 pt: Teatr warszawski między wojnami pod redakcją Stanisława Furmanika i Zygmunta Szweykowskiego.

## Ordery i odznaczenia
- Krzyż Oficerski Orderu Odrodzenia Polski (10 listopada 1933)[9]
- Złoty Wawrzyn Akademicki (5 listopada 1935)[10]